# Río del Medio (El Carmen)
El río del Medio, es un curso natural de agua que nace cerca del paso los Bañitos en la frontera internacional de la Región de Coquimbo y fluye hacia el poniente hasta la confluencia con el río Primero para dar origen al río El Carmen.

## Trayecto
El río del Medio nace en la cordillera de los Andes cerca del paso fronterizo Los Bañitos, con dirección oeste recibiendo al río Apolinario o Socarrón hasta la confluencia con el río Primero (El Carmen) para dar origen al río El Carmen en el sector de Juntas del Medio.
Al reunirse con el río Primero, ambos dan vida al río El Carmen.

## Caudal y régimen
El río del Medio drena las laderas del extremo sur del cerro del mismo nombre  con lo que aporta cerca del 40% del caudal de su río principal, El Carmen.: 231 
La Dirección General de Aguas divide la cuenca en tres partes:: 49–50 
1. La subcuenca del Carmen, que desde su nacimiento en la cordillera de los Andes hasta su junta con el río del Tránsito presenta un régimen nival, con crecidas en diciembre en años húmedos, producto de los deshielos, mientras que en años secos se observan caudales muy bajos a lo largo de todo el año. El período de estiaje ocurre en el trimestre mayo-julio.
2. La subcuenca del Tránsito, que drena el río el Tránsito y el Conay, tiene un régimen nival, con crecidas entre noviembre y enero, en años húmedos, mientras que en años secos se observan caudales muy bajos a lo largo del año. El período de estiaje ocurre en el trimestre julio-septiembre.
3. La subcuenca del Huasco, que desde su nacimiento en la confluencia de los ríos El Tránsito y El Carmen, posse un régimen nival, con crecidas en diciembre y enero en años húmedos, producto de los deshielos. En años secos se observan caudales muy bajos durante todo el año, especialmente entre noviembre y abril, debido a la poca acumulación nival que se produce en este tipo de años. El período de estiaje ocurre en el trimestre agosto-octubre.

Hans Niemeyer, sin embargo, no es tan enfático. Al señalar que su régimen es nival, advierte que muchos años el régimen, o su caudal, tiene 2 puntas, una durante el periodo de lluvias y una durante el periodo de deshielo.: 232 

## Historia
Luis Risopatrón lo describe en su Diccionario jeográfico de Chile (1924) sobre el río:: 694 
Medio (Rio del). Tiene sus nacimientos en las faldas W del cordón limitáneo con la Arjentina, corre hácia el NW en un cajón de terreno suave, en el que se encuentran vegas pastosas i potreros abandonados i se junta con el rio Primero, para formar el de El Carmen; presenta una estrechura en la parte inferior de su cajón que dificulta el paso de animales cargados. 66, p. 12 i 220; 67, p. 312; 118, p. 71, 99, 10.4 i 107; 134; i 156; i del Medio o Pachuy en 67, p. 7.